# 烏勒賈 (埃利贊省)
35°54′39″N 1°07′15″E / 35.91083°N 1.12083°E

烏勒賈（阿拉伯语：‎），是阿爾及利亞的城鎮，位於該國西北部埃利贊省，由阿米穆薩區負責管轄，面積140平方公里，2008年人口1,938人，人口密度每平方公里14人。